# سید محمدرضا مساوات شیرازی

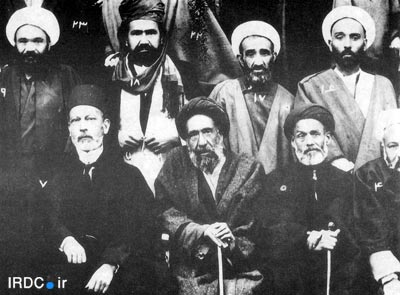
محمدرضا مساوات، نفر اول نشسته از راست

سید محمدرضا مساوات (شیرازی) (۱۲۴۴–۱۳۰۴) روزنامه‌نگار و سیاست‌مدار عصر مشروطه بود. او سردبیر روزنامه مساوات، عضو کمیته انقلاب ملی و نماینده دوره‌های دوم، سوم، چهارم و پنجم مجلس شورای ملی، و از سران حزب دموکرات عامیون و سپس حزب سوسیالیست بود.

## زندگی

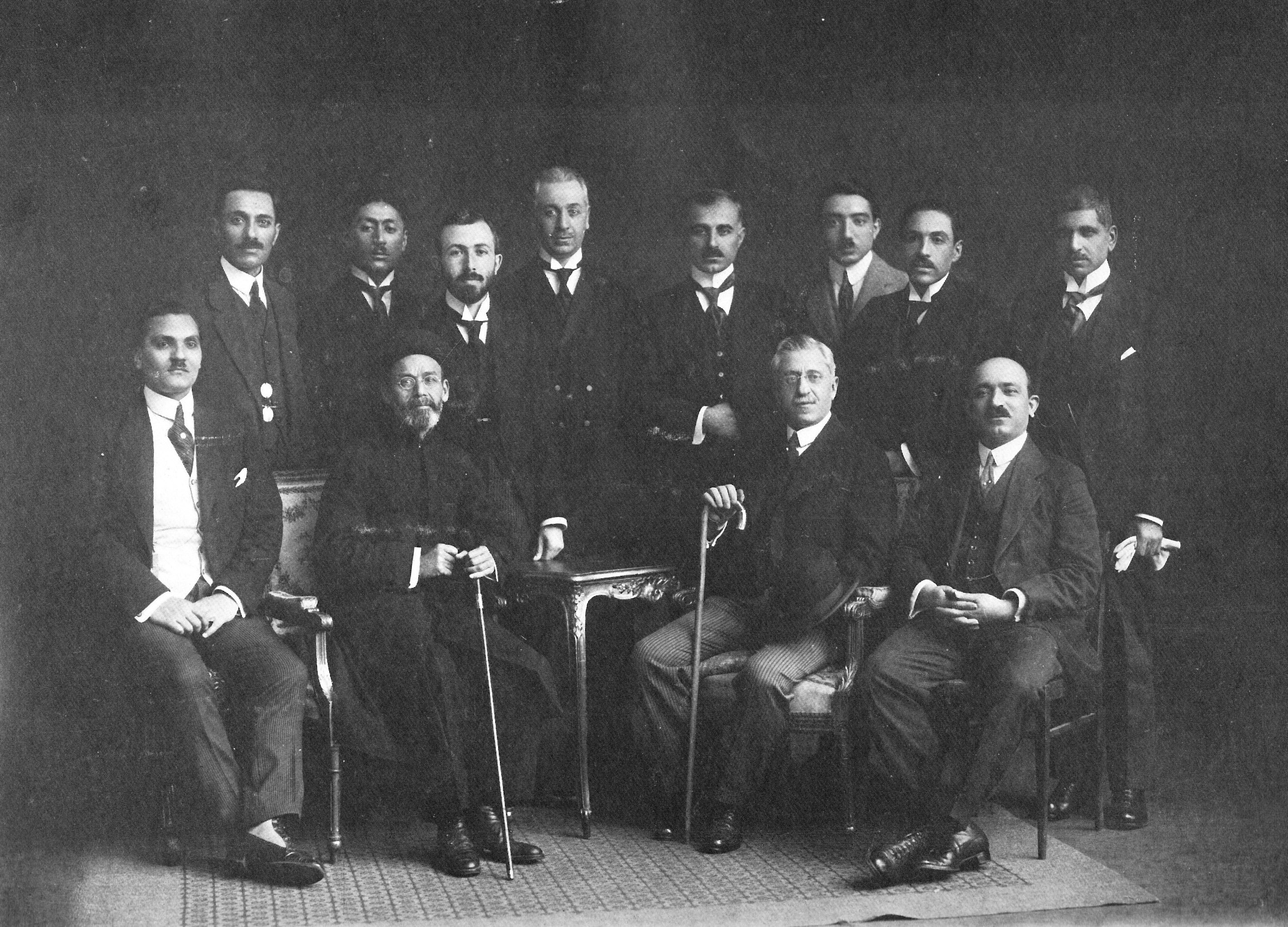
ردیف اول از سمت چپ: حسن تقی‌زاده، محمدرضا مساوات، حسین قلی خان، وحیدالملک شیبانی. ردیف دوم از چپ: محمدعلی جمال‌زاده، سید ابوالحسن علوی، محمدعلی مافی نظام السلطنه، ناشناس، عزت‌الله خان هدایت، قاسم صوراسرافیل، ناشناس. برلین ۱۹۱۸

سید محمدرضا از اهالی برازجان بود. تحصیلات خود را در شیراز آغاز کرد و نزد میرزا ابوالحسن جلوه در تهران ادامه داد. از آغاز نهضت مشروطه در این جنبش فعال شد و در تحصن علمای تهران در ۱۲۸۴ خورشیدی برای ضدیت با عین‌الدوله صدراعظم و مطالبه اصلاحات اساسی در حرم عبدالعظیم شرکت داشت. در دورهٔ اول مشروطیت روزنامه مساوات را منتشر می‌کرد، بدین جهت به مساوات معروف شد. روزنامه مساوات از روزنامه‌های تند و انقلابی در زمان خود محسوب می‌شد. مساوات رکیک‌ترین جملات را علیه شاه و درباریان در این روزنامه و نیز شب‌نامه‌هایش می‌نوشت. احمد کسروی از بعضی نوشته‌های مساوات به لحاظ اخلاقی انتقاد کرده و تندروی مساوات در بدگویی از محمدعلی شاه را یکی از دلایل نزدیک شدن محمدعلی شاه به روس‌ها و دشمنی‌اش با مشروطه‌خواهان می‌داند. از جمله این‌که یک‌بار طوماری به بازار تهران برده بود تا مردم گواهی کنند که ام الخاقان مادر محمدعلی شاه بدکاره‌است.
سید محمدرضا مساوات یکی از نه عضو کمیتهٔ انقلاب ملی بود که مسئولیت هماهنگی و راهبری فعالیت‌های آزادی‌خواهان را بر عهده داشت. نام او به همراه سید جمال الدین واعظ، ملک‌المتکلمین و جهانگیرخان صور اسرافیل در فهرست چهار نفری بود که محمدعلی شاه پیش از به توپ بستن مجلس، درخواست تبعید آنها را از ایران کرده بود که با ایستادگی مجلس روبرو شد. مساوات پس از به توپ بستن مجلس در ۱۲۸۷ خورشیدی از تهران گریخت و با زحمات زیاد از راه مازندران و گیلان خود را به تبریز رساند و به سایر مشروطه‌خواهان پیوست و انتشار روزنامهٔ مساوات را پی گرفت.
پس از فتح تهران به پایتخت برگشت و به اتفاق سید عبدالرحیم خلخالی انتشار روزنامه مساوات را از سر گرفت. در این دوره او از سران حزب دموکرات عامیون و در دورهٔ دوم مجلس از تبریز به نمایندگی انتخاب شد. در اواخر عمر همین مجلس در سال ۱۲۹۰ به او پیشنهاد نخست‌وزیری شد اما نپذیرفت. او یک دوره نیز معاون وزیر عدلیه بود. در دولتهای علاءالسلطنه و عین‌الدوله پیشنهاد وزارت را نپذیرفت و در دوره سوم به جای یکی از نمایندگان مستعفی در تهران برگزیده (تصویب اعتبارنامه اول تیر ۱۲۹۴) و وارد مجلس شد اما نمایندگی اش چند ماه بیشتر دوام نیافت. با پیشروی ارتش روسیه بسوی تهران در جریان جنگ جهانی اول، مجلس تعطیل شد و او نیز همراه با بسیاری از نمایندگان مجلس از تهران مهاجرت کرد و به کرمانشاه و سپس استانبول رفت. پس از بازگشت به ایران به حزب سوسیالیست پیوست و در انتخابات مجلس چهارم به نمایندگی تهران انتخاب شد اما با کودتای سوم اسفند ۱۲۹۹ و روی کار آمدن سید ضیاءالدین طباطبایی یزدی، مجلس تشکیل نشد. سیدضیاء از او خواست تولیت آستان قدس رضوی را عهده‌دار شود اما قبول نکرد. با سقوط کابینه سیدضیاء و تشکیل مجلس، به مجلس رفت.
مساوات در دوره پنجم به نمایندگی از ساوجبلاغ مکری (مهاباد) به مجلس رفت. هرچند هنگامی که اعتبارنامه‌اش در مجلس طرح شد، صدرالعلماء مفتی نماینده سقز و بانه اعتراض کرد و صحت انتخابات را زیر سؤال برد و گفت مساوات نماینده واقعی این حوزه انتخابیه نیست. با این حال مجلس به اعتبارنامه اش رأی داد.
روز هشتم شهریور ۱۳۰۴ که حسین پیرنیا رئیس مجلس خبر درگذشت مساوات را به نمایندگان اعلام کرد، درباره‌اش گفت: «مرحوم مساوات دارای صفاتی بودند که علاقمندی عموم را به خودشان جلب نموده‌اند. ایشان از آزادیخواهان روز اول بودند و در طریق مشروطیت خیلی زحمت کشیده‌اند و دچار صدمات بزرگ شدند، ولی همیشه پایدار بودند عزم خودشان. برای این که اقدامات ایشان از زندگانی پر مشقتی که داشتند معلوم شده‌است که از روی عقیده بوده‌است نه برای جلب نفع».